# Zofia Nehring
Zofia Nehring, z d. Duda, secundo voto Krzeszczyk (ur. 10 maja 1910 w Warszawie, zm. 17 sierpnia 1972 tamże) – polska łyżwiarka szybka, rekordzistka świata, mistrzyni i reprezentantka Polski.

## Życiorys
Łyżwiarstwo zaczęła uprawiać w wieku 15 lat w Warszawskim Towarzystwie Łyżwiarskim pod kierunkiem Edwarda Nehringa, za którego wyszła za mąż w 1927 i miała z nim dwoje dzieci: Halinę (ur. 1928) i Jacka (ur. 1930).
Od 1930 reprezentowała barwy Polonii Warszawa. Dwunastokrotnie była mistrzynią Polski (1931 – 500 metrów, 3000 m i wielobój, 1932 – wielobój, 1935 – 500 m, 1500 m, 3000 m, 5000 m i wielobój, 1939 – 500 m, 1000 m, 3000 m, 5000 m i wielobój).
Jej wyniki na 500 m (1:02,00 z 15 lutego 1931), 1000 m (2:16,4 z 26 stycznia 1929), 1500 m (3:28,0 z 27 stycznia 1929), 3000 m (6:52,8 z 8 lutego 1931), 5000 m (11:30,5 z 15 lutego 1931) zostały decyzją Międzynarodowej Unii Łyżwiarskiej (ISU) z 3 grudnia 1931 zatwierdzone jako pierwsze kobiece rekordy świata.
W 1932 wystąpiła poza konkursem w Mistrzostwach Europy w Davos w wieloboju mężczyzn, bijąc kobiecy rekord świata na 1500 m (3:10,4 - 10 stycznia 1932), a kilka dni później także na 1000 m (2:03,4 – 17 stycznia 1932 w Engelbergu). Sukcesy te przyniosły jej 10. miejsce w Plebiscycie Przeglądu Sportowego na najlepszego sportowca Polski w 1932. 

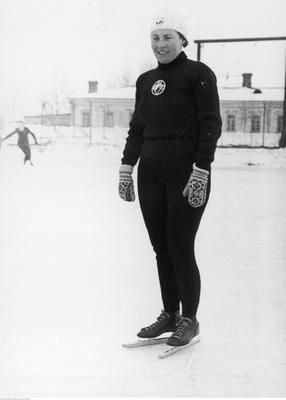
Zofia Nehring podczas zawodów łyżwiarskich w Warszawie (8 stycznia 1939)

9 lutego 1935 poprawiła w Warszawie własny rekord świata na 3000 m (6:22,40), a dzień później (10 lutego 1935) także na 5000 m (10:54,80). 30 grudnia 1935 w Wiedniu ustanowiła także rekord świata na 10 000 m (23:48,5), który nie został nigdy oficjalnie pobity, albowiem w 1953 ISU zdecydowała się nie notować rekordów kobiet na tym dystansie. Szesnastokrotnie biła rekordy Polski na dystansach od 500 do 10 000 m.
W 1939 wystąpiła w I Mistrzostwach Świata kobiet w wielobojach zajmując 5. miejsce (na poszczególnych dystansach była 8. (500 m), 4 (3000 m), 7. (1000 m) i 3. (10 000 m).
Została odznaczona Srebrnym Krzyżem Zasługi, którym została udekorowana 20 września 1936 przez płk. Władysława Kilińskiego. Otrzymała wszystkie najwyższe nagrody Polskiego Związku Łyżwiarskiego.
Po II wojnie światowej wyszła drugi raz za mąż, a Edward Nehring po podpisaniu w czasie wojny volkslisty wyjechał do Niemiec.
Pochowana na cmentarzu Wawrzyszewskim w Warszawie.